# Jerry Butler
Jerry Butler (Sunflower (Mississippi), 8 december 1939 – Chicago, 20 februari 2025) was een Amerikaanse soulzanger en songwriter.

## Carrière
Butler groeide op in Sunflower, daarna verhuisde zijn familie in 1943 naar Chicago. Als lid van een kerkkoor leerde hij Curtis Mayfield kennen, waarmee hij later jaren samenwerkte. Beiden behoorden in 1957 tot de oprichters van de r&b vocalgroep The Roosters, die zich in 1958 hernoemden naar The Impressions. Hun eerste single bevatte het door de 16-jarige Butler geschreven nummer For Your Precious Love, die door het label Vee-Jay Records onder Jerry Butler & The Impressions succesvol werd gepubliceerd. Het nummer steeg in 1958 in de r&b-hitlijst tot de 3e plaats en werd later onderscheiden met een gouden plaat.
In 1960 verliet Butler The Impressions, nadat hij reeds vanaf 1959 soloplaten had gepubliceerd. Deze verschenen vervolgens onder het label Abner Records, een dochteronderneming van Vee-Jay. De eerste solosingle kreeg de titel Lost / One by One. Twee van de bij Abner verschenen nummers, Lost en A Lonely Soldier, konden zich al in de r&b-hitlijst plaatsen (17e en 25e). In het verloop van de jaren 1960 werd hij overgenomen door Vee-Jay, waar hij tot 1965 ongeveer 30 singles uitbracht, waarvan er acht zowel in de Billboard Hot 100 als ook in de r&b-hitlijst onder de top 50 werden genoteerd. He Will Break Your Heart (1960) en Let It Be Me (1964, duet met Betty Everett) werden nummer 1-hits in de r&b-hitlijst.
In 1966 wisselde Butler naar Mercury Records, waar hij met Hey, Western Union Man (1968) en Only the Strong Survive (1969) twee r&b nummer 1-hits had. Alhoewel hij tot 1972 ook regelmatig in de Billboard Hot 100 was vertegenwoordigd, werd hij met uitzondering van het nummer I Wanna Do it to You (1977, 51e plaats) alleen nog in de r&b-hitlijst genoteerd, weliswaar tot 1982. Na meer dan 30 single-publicaties wisselde Butler opnieuw van label naar Motown in Los Angeles. Daar kwam hij echter slechts tot vier solosingles en twee duetten met Smokey Robinson en Thelma Houston, waarvan uitsluitend de nummers I Wanna Do It To You en Chalk It Up in de r&b-hitlijst succesvol waren (7e en 28e plaats). Van 1978 tot 1980 verschenen nog enkele singles bij Philadelphia International Records, waarvan slechts het nummer Cooling Out (1978, 14e plaats) enigszins succesvol was. In 1980 verscheen het nummer Don't Be An Island.
Na zijn succes als songwriter van 1958 bleef Butler ook verder als auteur succesvol. Bij bijna alle ook door hem gezongen hits was hij als songwriter betrokken. Zijn grootste auteurssucces had hij met het nummer He Don't Love You, die in 1975 werd gezongen door Tony Orlando & Dawn en de toppositie van de Billboard Hot 100 bereikte. Na 1999 was Butler als auteur voor de Hot Dance Nr. 5-titel Was That All It Was, gezongen door Hannah Jones, verantwoordelijk.
Ook na de millenniumwisseling trad Butler nog op in nachtclubs, bij concerten en muziekfestivals.

## Onderscheidingen
Hij werd drie keer genomineerd voor een Grammy Award voor zang en compositie. In 1991 werd hij met The Impressions opgenomen in de Rock and Roll Hall of Fame. Hij werd meermaals onderscheiden als songwriter door de American Society of Composers, Authors and Publishers (ASCAP). Van Billboard Magazine kreeg hij twee onderscheidingen als auteur en zanger.

## Verdere activiteiten
Nadat hij sinds 1973 naast zijn artistieke werkzaamheden ook een bierfirma had geleid, hield Butler zich sinds 1985 bezig met gemeentelijke politiek van Cook County in de staat Illinois als gekozen gevolmachtigde, bevoegd voor gedetineerden en de gezondheidszorg. Deze functie bekleedde hij nog in 2010. Hij was daarmee de langstzittende gevolmachtigde van Cook County.
Butler overleed op 20 februari op 85-jarige leeftijd.

## Discografie

### Singles
Vee-Jay Records
- 1960:	He Will Break Your Heart
- 1961:	Find Another Girl
- 1961:	I'm a Telling You
- 1961:	Moon River
- 1962:	Make It Easy on Yourself
- 1963:	Need to Belong
- 1964:	Let It Be Me (& Betty Everett)
- 1964:	Smile (& Betty Everett)

Mercury Records
- 1967:	Mr. Dream Merchant
- 1968:	Never Give You Up
- 1968:	Hey, Western Union Man
- 1968:	Are You Happy
- 1969:	Only the Strong Survive
- 1969:	Moody Woman
- 1969:	What's the Use of Breaking Up
- 1969:	Don't Let Love Hang You Up
- 1970:	I Could Write a Book
- 1971:	Ain't Understanding Mellow

### Albums
Vee-Jay Records
- 1962:	Moon River
- 1963:	He Will Break Your Heart
- 1963:	Folk Songs
- 1964:	Need to Belong

Mercury Records
- 1967:	The Soul Artistry of Jerry Butler
- 1969:	The Soul Goes On
- 1969:	Ice On Ice
- 1970:	You And Me
- 1971:	Jerry Butler Sings Assorted Sounds
- 1971:	The Sagittarius Movement
- 1973:	Power of Love
- 1974:	Sweet 16

Motown
- 1977:	Thelma & Jerry
- 1978:	It All Comes Out
- 1978:	Two to One

### CD
- His Best (Neon 34536, 2000)

- Bibsys: 9003216
- Biblioteca Nacional de España: XX1282398
- Bibliothèque nationale de France: cb13892022m (data)
- CiNii: DA16817519
- Gemeinsame Normdatei: 134341465
- International Standard Name Identifier: 0000 0001 1450 7396
- Library of Congress Control Number: n94110548
- Nationale Bibliotheek van Letland: 000079365
- MusicBrainz: fec55784-ff5c-4992-83dd-1f7c4b10c6bf
- Nationale Bibliotheek van Tsjechië: xx0071319
- Virtual International Authority File: 85764491
- WorldCat: E39PBJppCYX9pMb7qVrQjkkdQq